# International Kennel Union
Międzynarodowa Unia Kynologiczna (IKU, International Kennel Union, Международный кинологический союз) mająca siedzibę w Moskwie w Rosji – nadrzędna jednostka dla stowarzyszeń kynologicznych w Europie oraz Azji.
IKU zrzesza w swoich szeregach 15 członków z krajów mających siedzibę w Europie oraz Azji, których głównym celem statutowym jest organizacja hodowli psów rasowych oraz ma zawarte umowy z 6 organizacjami na zasadach partnerstwa. Na potrzeby organizowanych wystaw i pokazów dokonała podziału ras psów na pięć grup ras w sposób odmienny, niż przyjęty podział na grupy FCI, tj.: psy pasterskie, psy pracujące, teriery, psy myśliwskie oraz psy do towarzystwa.
IKU patronuje również międzynarodowym wystawom psów rasowych organizowanym przez organizacje członkowskie. 

## Członkowie FCI
| Państwo     | Nazwa organizacji członkowskiej                           |
| ----------- | --------------------------------------------------------- |
| Armenia     | Кинологический, Кинологическо-Спортивный Союз Армении www |
| Azerbejdżan | Кинологический Клуб Азербайджана                          |
| Białoruś    | Republican Club of Official Counseling www                |
| Estonia     | Tallinna Kennelklubi MTU                                  |
| Filipiny    | Asian Kennel Club Union od the Phils www                  |
| Kazachstan  | Voluntary Association of Dog Training Organizations       |
| Kirgistan   | Kyrgyz Kennel Club                                        |
| Litwa       | Respublikinis Medzioklines Sunininkystes Centras          |
| Łotwa       | LKBA                                                      |
| Mongolia    | Mongolyn Nokhoin Holbo www                                |
| Niemcy      | Föderation Canis Germany FCG e.V. www                     |
| Rosja       | Cоюз Кинологических Организаций России www                |
| Ukraina     | Association of Cynologists of Ukraine www                 |
| Uzbekistan  | Общество любителей животных ALIVE PLANET                  |